# تور دنیای من
تور دنیای من (به انگلیسی: My World Tour) نام اولین تور جهانی خواننده نوجوان کانادایی، جاستین بیبر است.
خبر برگزاری این تور، یک هفته قبل از انتشار آلبوم استودیویی دنیای من ۲٫۰ در ۱۶ مارس ۲۰۱۰ (‎۲۵ اسفند ۱۳۸۸) داده شد.
این تور شامل ۱۱۷ اجرا می‌باشد و در آن خوانندگانی همچون شان کینگستون، جیدن اسمیت، آشر و ایکان در بعضی از کنسرت‌ها، بیبر را همراهی کرده‌اند.
این تور در ۲۳ ژوئن ۲۰۱۰ (‎۲ تیر ۱۳۸۹ ه.ش) آغاز شد و در ۱۹ اکتبر ۲۰۱۱ (‎۲۷ مهر ۱۳۹۰ ه.ش) به پایان رسید.
سود تور دنیای من از ۱۳۰ کنسرت، ۵۳،۳۴۱،۸۸۶ دلار بود و تعداد کل اشخاصی که به دیدن این کنسرت‌ها رفتند، ۷۲۱،۱۹۷ نفر بود. در حالی که ۸۹۸،۶۹۰ نفر گنجایش داشت. (سه‌چهارم از کل ظرفیت کنسرت‌ها پر شد.)

## مقدمه

جاستین بیبر در تور دنیای من در تاریخ ۲۳ آپریل ۲۰۱۱ در اندونزی

خبر برگزاری تور دنیای من در ۱۶ مارس ۲۰۱۰ (‎۲۵ اسفند ۱۳۸۸) و یک هفته پیش از منتشر شدن اولین آلبوم استودیویی بیبر با نام «دنیای من ۲.۰» به صورت رسمی اعلام شد. در یک مصاحبهٔ خبری با روزنامهٔ Houston Chronicle از بیبر دربارهٔ اینکه برای هوادارانش چه برنامه‌ای را در تور در نظر گرفته است سؤال شد. بیبر شرح داد:
می‌خوام نشون بدم که اجرا کردن رو دوست دارم. و البته در این تور قرار است کمی شعبده بازی داشته باشیم و بعضی از برنامه‌های الکتریکی داریم که تا حالا ندیدن.
همچنین او در یک مصاحبهٔ خبری با ام‌تی‌وی گفت:
شما باید انتظار یک اتفاق عالی را داشته باشید. اونجا، جایی خواهد بود که شما می‌تونید بترکونید و ... امیدوارم که ازش خوشتون بیاد.
دو عدد از ۱۱۷ کنسرت این تور، در شهر دوبلین، جمهوری ایرلند اجرا شده است. زمانی که پیش فروش بلیط‌های این دو کنسرت آغاز شد، در کمتر از ۱۰ دقیقه تمام ۲۸،۰۰۰ بلیط به فروش رفت. همچنین بلیط‌های کنسرت دو اجرا، در دو شهر ملبورن و سیدنی در کشور استرالیا در چند ثانیه به فروش رفت، که همین فروش سریع باعث اضافه شدن دو کنسرت، در هر دو شهر شد.

## ماجرای تور در کرهٔ شمالی
تور دنیای من قربانی یک شوخی اینترنتی شده بود. گروه ناشناس سایت ۴چن که بخاطر هک کردن خیلی از سایت‌ها مورد توجه مداوم رسانه‌ها قرار می‌گیرند، در یک نقشه، کشور کره شمالی را نامزد برگزاری یکی از کنسرت‌های بیبر کردند. سپس در یک بازهٔ زمانی ۲ روزه، کنسرت کره شمالی از رتبهٔ ۲۴ به رتبهٔ اول اولویت برگزاری کنسرت‌های تور دنیای من رسید. پس از این اتفاق، یکی از سیاست‌مداران کرهٔ شمالی در کشور انگلستان در مصاحبه‌ای با شبکهٔ بی بی سی، گفت که: «ما به کسی همانند بیبر، اجازهٔ ورود به کشورمان را نمی‌دهیم. و اگر او از این فرمان ما سرپیچی کند، [برای محاکمه شدن] به دست دولت کرهٔ شمالی سپرده خواهد شد».

## فهرست ترانه‌های اجرا شده
«تور دنیای من» در ۴ قسمت (Leg) برگزار شده است که در هر کدام از این قسمت‌ها ترانه‌هایی اجرا شده‌است. در زیر فهرست تمامی ترانه‌های اجرا شده در کل این تور دسته بندی شده‌است.
1. 1. «مرا دوست بدار»
2. «بزرگتر»
3. «لبخند بزن»
4. «عشق فراری» (Runaway Love)
5. «هرگز نمی‌زارم بری»
6. «دختر محبوب»
7. «یک دختر تنها»
8. «کسی برای دوست داشتن»
9. «روی کشتی» (Overboard) ـ (با همراهی جسیکا جارل یا جاسمین ویگلاس)
10. «هرگز نگو هرگز»
11. Backup Singers (Legaci) Medley:
  1. «OMG» (ترانهٔ آشر)
  2. «Hey, Soul Sister»
  3. «Down» (ترانهٔ جی شان)
  4. «My Love» (ترانهٔ جاستین تیمبرلیک)
  5. «Beautiful Girls» (ترانهٔ شان کینگستون)
  6. «Billionaire» (ترانهٔ تراوی مک‌کوی)
12. «بالا» (Up)
13. «اون باید من باشم»
14. مختلط:
  1. «می‌خوای چیزی رو شروع کنی» (ترانهٔ مایکل جکسون)
  2. «Walk This Way» (ترانهٔ اروسمیث)
15. «اینی مینی» (با همراهی شان کینگستون)
16. «یک‌بار»
17. «به سمت زمین»
18. «عزیزم»

1. 1. «مرا دوست بدار»
2. «بزرگتر»
3. «لبخند بزن»
4. «عشق فراری» (Runaway Love)
5. «هرگز نمی‌زارم بری»
6. «دختر محبوب»
7. «یک دختر تنها»
8. «کسی برای دوست داشتن»
9. «دعـا»
10. «هرگز نگو هرگز»
11. Backup Singers (Legaci) Medley:
  1. «OMG» (ترانهٔ آشر)
  2. «Hey, Soul Sister»
  3. «Down» (ترانهٔ جی شان)
  4. «My Love» (ترانهٔ جاستین تیمبرلیک)
  5. «Nothin' On You» (ترانهٔ بی.او.بی)
  6. «Beautiful Girls» (ترانهٔ شان کینگستون)
  7. «Billionaire» (ترانهٔ تراوی مک‌کوی)
12. «بالا» (Up)
13. «اون باید من باشم»
14. مختلط:
  1. «می‌خوای چیزی رو شروع کنی» (ترانهٔ مایکل جکسون)
  2. «Walk This Way» (ترانهٔ اروسمیث)
15. «اینی مینی» (با همراهی شان کینگستون)
16. «یک‌بار»
17. «به سمت زمین»
18. «عزیزم»

1. 1. «مرا دوست بدار»
2. «بزرگتر»
3. «لبخند بزن»
4. «عشق فراری» (Runaway Love)
5. «هرگز نمی‌زارم بری»
6. «دختر محبوب»
7. «یک دختر تنها»
8. «کسی برای دوست داشتن»
9. «هرگز نگو هرگز»
10. Backup Singers (Legaci) Medley:
  1. «OMG» (ترانهٔ آشر)
  2. «Hey, Soul Sister»
  3. «Down» (ترانهٔ جی شان)
  4. «My Love» (ترانهٔ جاستین تیمبرلیک)
  5. «Nothin' On You» (ترانهٔ بی.او.بی)
  6. «Beautiful Girls» (ترانهٔ شان کینگستون)
  7. «Billionaire» (ترانهٔ تراوی مک‌کوی)
11. «بالا» (Up)
12. «اون باید من باشم»
13. مختلط:
  1. «می‌خوای چیزی رو شروع کنی» (ترانهٔ مایکل جکسون)
  2. «Walk This Way» (ترانهٔ اروسمیث)
14. «اینی مینی» (با همراهی Bluey Robinson)
15. «یک‌بار»
16. «به سمت زمین»
17. «عزیزم»

1. 1. «مرا دوست بدار»
2. «بزرگتر»
3. «لبخند بزن»
4. «هرگز نمی‌زارم بری»
5. «دختر محبوب»
6. «یک دختر تنها»
7. «کسی برای دوست داشتن»
8. «هرگز نگو هرگز»
9. «بالا» (Up)
10. «یک‌بار»
11. «اون باید من باشم»
12. مختلط:
  1. «می‌خوای چیزی رو شروع کنی» (ترانهٔ مایکل جکسون)
  2. «Walk This Way» (ترانهٔ اروسمیث)
13. «اینی مینی» (با همراهی Bluey Robinson)
14. «به سمت زمین»
15. «عزیزم»

- توضیحات: قبل از اجرای ترانهٔ «عزیزم»، جاستین بیبر، ترانه‌ای از خواننده‌ای دیگر را بازخوانی (Cover) می‌کرد.

## اطلاعات تور
- سود کل این تور بیش از ۵۶ میلیون دلار بوده است.
- بیشترین تعداد تماشاچی این تور متعلق به شهر سیدنی، استرالیا بوده است. در این شهر دو کنسرت در روزهای ۲۸ و ۲۹ آپریل ۲۰۱۱ برگزار شد که تعداد کل تماشاچیان در این دو کنسرت ۲۹٬۴۸۱ نفر اعلام شد. سود این دو کنسرت ۲٬۸۹۲٬۴۶۰ دلار بود.